# Садінбі
Садінбі (англ. Sadinbi) — це магазин, який був заснований Старожиловим Глібом 14 березня 2025 року, який продає різноманітні товари. 15 липня 2025 року магазин випустив товар Шкарпетка Гриць, персонажа із мультфільму Шкарпетка, яка стала мостом.